# فلیکس هبرت
فلیکس هبرت (به انگلیسی: Felix Hebert) سناتور سابق عضو حزب جمهوری‌خواه ایالات متحده آمریکا بود. وی در سال ۱۹۲۹ تا ۱۹۳۵ میلادی سناتور ایالت رود آیلند در سنای ایالات متحده آمریکا بود.